# Mycetophila coxiponesi
Mycetophila coxiponesi är en tvåvingeart som beskrevs av Lane 1958. Mycetophila coxiponesi ingår i släktet Mycetophila och familjen svampmyggor. Inga underarter finns listade i Catalogue of Life.